# Иванић
Иванић је српскохрватско презиме. Значајни људи са овим презименом су:
- Делфа Иванић (1881–1972), српска сликарка, хуманитарка и књижевница
- Душан Иванић (1946), српски историчар књижевности хрватског порекла
- Мирко Иванић (1993), српски фудбалер
- Младен Иванић (1958), српски политичар
- Иван Иванић (1867–1935), југословенски дипломата
- Матија Иванић (око 1445–1523), Хваранин који је предводио побуну против Млетачке Републике